# Кюттен (Саксония-Анхальт)
Кюттен (нем. Kütten) — деревня в Германии, в земле Саксония-Анхальт. 
Входит в состав общины Петерсберг района Зале. Население составляет 422 человека (на 31 декабря 2006 года). Занимает площадь 8,92 км².
Ранее деревня Кюттен имела статус общины (коммуны). 1 января 2010 года вошла в состав общины Петерсберг. Последним бургомистром общины Кюттен был Хайнц Поль.